# Chaetopteryx
Chaetopteryx is een geslacht van schietmotten uit de familie van de Limnephilidae. Het geslacht werd voor het eerst wetenschappelijk beschreven door Stephens in 1837.

## Soorten
Het genus bevat de volgende soorten:

- Chaetopteryx abchazica (A.V. Martynov, 1916)
- Chaetopteryx aproka J. Olah, 2011
- Chaetopteryx atlantica Malicky, 1975
- Chaetopteryx bektasensis F. Sipahiler, 2008
- Chaetopteryx biloba Botosaneanu, 1960
- Chaetopteryx bosniaca Marinkovic-Gospodnetic, 1959
- Chaetopteryx bucari Kučinić, Szivák & Delić, 2013
- Chaetopteryx bulgaricus Kumanski, 1969
- Chaetopteryx cissylvanica Botosaneanu, 1959
- Chaetopteryx clara McLachlan, 1876
- Chaetopteryx denticulata Decamps, 1971
- Chaetopteryx euganea Moretti & Malicky in Malicky, 1986
- Chaetopteryx frontisdraconis Botosaneanu, 1993
- Chaetopteryx fusca Brauer, 1857
- Chaetopteryx gessneri McLachlan, 1876
- Chaetopteryx gonospina Marinkovic-Gospodnetic, 1966
- Chaetopteryx goricensis Malicky & Krusnik in Malicky, Krusnik, Moretti & Nogradi, 1986
- Chaetopteryx irenae Krusnik & Malicky in Malicky, Krusnik, Moretti & Nogradi, 1986
- Chaetopteryx lusitanica Malicky in Malicky & Kumanski, 1974
- Chaetopteryx major McLachlan, 1876
- Chaetopteryx marinkovicae Malicky & Krusnik, 1988
- Chaetopteryx maximus Kumanski, 1968
- Chaetopteryx morettii O Lodovici & M Valle, 2007
- Chaetopteryx nalanae F. Sipahiler, 1996
- Chaetopteryx polonica Dziędzielewicz, 1889
- Chaetopteryx pyrenaica Oláh & Vinçon, 2022
- Chaetopteryx rugulosa Kolenati, 1848
- Chaetopteryx sahlbergi McLachlan, 1876
- Chaetopteryx schmidi Botosaneanu, 1957
- Chaetopteryx singularis Klapalek, 1902
- Chaetopteryx stankovici Marinkovic-Gospodnetic, 1966
- Chaetopteryx subradiata Klapálek, 1907
- Chaetopteryx tomaszewski Moretti, 1991
- Chaetopteryx trinacriae Botosaneanu, Cianficconi & Moretti, 1986
- Chaetopteryx villosa (Fabricius, 1798)
- Chaetopteryx vulture Malicky, 1971